# Al-Mustakfi
Abū al-Qasim al-Mustakfi bi-llah ʿAbd Allāh ibn ʿAlī al-ʿMuktafi (in arabo أبو القاسم "المستكفي بالله" عبد الله بن علي المكتفي‎?; Baghdad, 11 novembre 908 – Baghdad, settembre 949) è stato un califfo della dinastia abbaside. Regnò dal 944 al 946, salendo al trono dopo la detronizzazione del cugino al-Muttaqi.
Venne messo sul trono da Tuzun, il generale turco che accecò e depose il precedente califfo al-Muttaqi.

## Biografia
Durante il suo regno, la dinastia buwahide cominciò a minacciare Baghdad. Tuzun, assieme al Califfo, preparò un esercito e li sconfisse nei pressi di Wasit. Tuzun marciò anche contro il sultano hamdanide Nasir al-Dawla, costringendolo a ristabilire buone relazioni.
Poco dopo, Tuzun morì e fu sostituito da Abu Ja'far, uno dei suoi generali. Baghdad cadde in uno stato di paura e disagio. Le merci vennero bloccate dai nemici e non raggiunsero i mercati, la popolazione si ridusse a dover mangiare cani, gatti e la spazzatura. La folla si dette saccheggio dei negozi. Moltissimi fuggirono dalla città, molti morirono. Abu Ja'far, non riuscendo a gestire la situazione, chiese aiuto al sultano hamdanide Nasir al-Dawla, signore di Mosul, che accettò di venire in soccorso della città solo se in cambio avesse ricevuto il comando della città. Ma i Hamdanidi erano in quel momento impegnati contro i Rus' in Azerbaigian, e contro gli Ikhshididi in Siria.
Proprio in quel momento il governatore di Wasit si arrese al sultano buwahide, e insieme marciarono contro Baghdad. Il Califfo ricevette l'emissario del sultano buwayhide Mu'izz al-Dawla, accettando i termini di pace imposti dal sultano. Mu'izz al-Dawla entrò quindi a Baghdad, facendosi nominare dal Califfo amīr al-umarāʾ (comandante dei comandanti), assumendo quindi il potere assoluto. Il Califfo era solo un fantoccio nelle mani Mu'izz al-Dawla, il suo nome veniva impresso nelle monete, e veniva recitato nelle preghiere pubbliche, ma non deteneva più nessun vero potere. Mu'izz al-Dawla temeva che il Califfo potesse complottare con le sue milizie turche per cacciarlo dalla città, lo fece quindi accecare e deporre.
Gli succedette il cugino al-Muti.